# Breguet Laboratoire Eiffel
Le Laboratoire Eiffel (LE) est un avion de chasse monoplan conçu en 1917 par l'ingénieur Gustave Eiffel dans son laboratoire aérodynamique d'Auteuil. La construction du prototype a été effectuée par l'avionneur Louis Charles Breguet. Les essais en vol s'étant terminés par un accident mortel, le projet fut abandonné et ne donna jamais lieu à une production en série.

## Conception

### Les laboratoires aérodynamiques de Gustave Eiffel
Après l'achèvement de la Tour Eiffel pour l'exposition universelle de 1889, l'ingénieur Gustave Eiffel prit sa retraite en 1893, et abandonna les constructions métalliques pour se consacrer à des recherches sur la météorologie et le déplacement de l'air. La grande hauteur à laquelle culminait sa tour fournissait un champ d'expériences rêvé. Il installa dès 1889 un observatoire météorologique au sommet de la tour, avec des instruments de mesure automatiques puis installa à ses frais en 1903 un laboratoire aérodynamique sur le Champ-de-Mars, au pied de la tour, afin d'étudier l'écoulement des flux d'air autour de corps en mouvement.

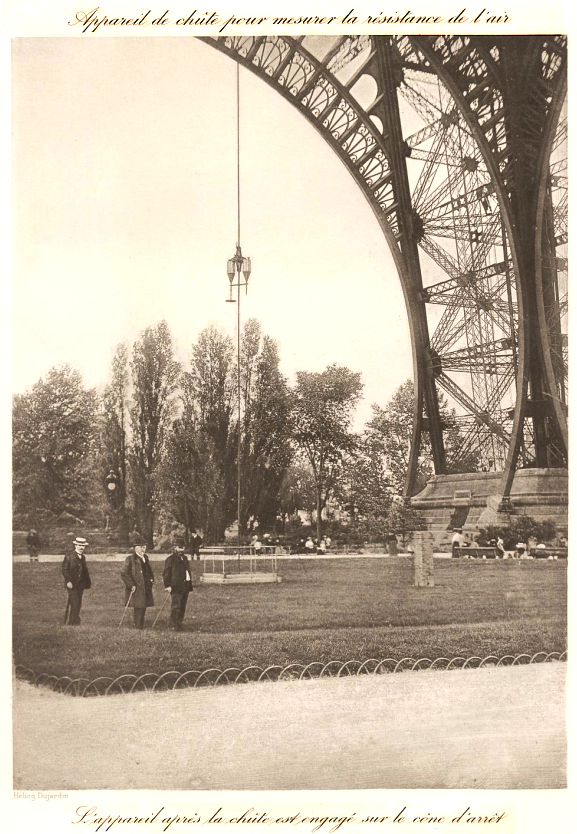
L'appareil de chute, après une chute.

Dans un premier temps, les expériences se font avec un « appareil de chute » en laissant tomber des objets du haut de la tour le long d'un câble d'acier. Cette méthode est trop primitive, et une soufflerie est construite : désormais, l'objet à tester est fixe et la soufflerie simule son déplacement dans l'air. 
Le laboratoire est touché par la crue de la Seine de 1910. De plus Eiffel a perdu en 1909 la concession de la Tour et la mairie de Paris veut récupérer le terrain. À l'automne 1911, après avoir réalisé plus de 4 000 essais, le laboratoire est démonté et réinstallé en 1912 de l'autre côté de la Seine, rue Boileau à Auteuil dans le 16e arrondissement de Paris, dans un bâtiment neuf conçu par Eiffel lui-même,. 
À ce moment la fortune de Gustave Eiffel était déjà assurée, et son but n'était pas de gagner encore plus d'argent, mais de faire progresser la science. Il mit ses installations à la disposition des constructeurs français d'avions, d'hélices et d'automobiles, ne demandant aucun paiement, mais juste le droit de publier le résultat des essais dans des revues scientifiques. De 1912 à 1913, le laboratoire testa 17 modèles d'avions.
Au début de la Première Guerre mondiale, en août 1914, Gustave Eiffel ferme son laboratoire, mais les ministères de la Guerre et de la Marine lui demandent de le remettre en marche. De nombreux constructeurs aéronautiques lui soumirent des modèles réduits d'avions militaires nouveaux à tester. La publication des résultats étant impossible, pour des raisons de secret militaire, elle se fit en bloc après l'armistice, sous le titre de Résumé des principaux travaux exécutés durant la guerre au laboratoire aérodynamique Eiffel entre 1915 et 1918.
Outre les avions, leurs profils d'ailes et leurs hélices, le laboratoire testa aussi des corps fuselés tels les dirigeables ou les bombes, permettant de réduire la friction de l'air et d'améliorer les performances militaires (vitesse des engins, précision des projectiles). Les hangars à dirigeables firent aussi l'objet d'études, afin d'améliorer leur résistance aux vents violents,.

### Le prototype

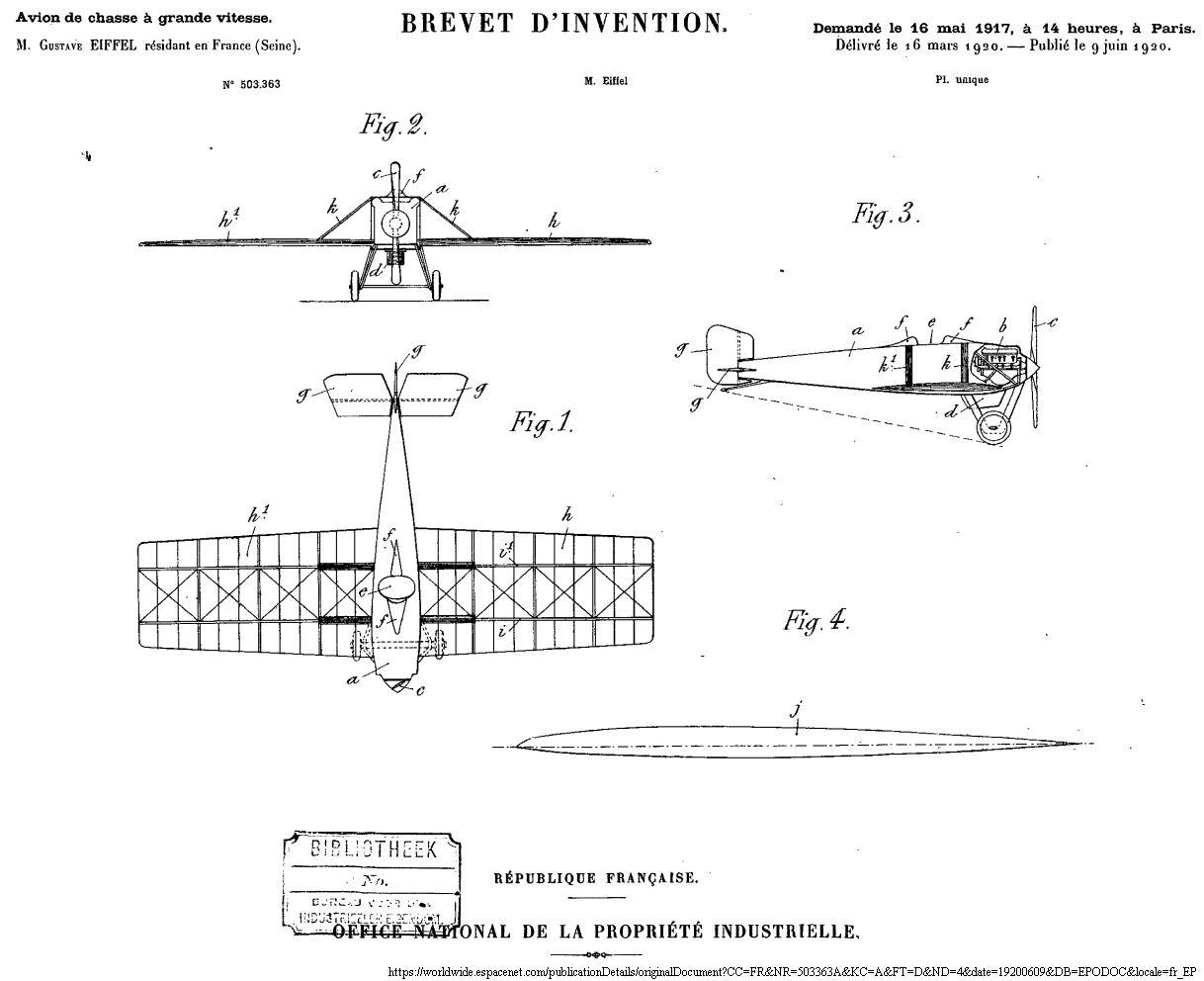
Mise en page des images du brevet français du chasseur "LE" d'Eiffel.

À force de tester les inventions des autres, Gustave Eiffel se prit au jeu et créa un avion de chasse à grande vitesse. Souhaitant en garder la paternité, il le baptisa Avion LE (pour Laboratoire Eiffel). Il déposa le brevet no 503 363 le 16 mai 1917. Il est encore conservé à l'Office européen des brevets.
L'avion est de conception révolutionnaire pour l'époque, mais ses principes seront adoptés par la quasi-totalité des avions jusqu'à nos jours. C'est un monoplan avec la naissance des ailes située au bas du fuselage. Le profil est affiné de manière à n'offrir que le minimum de résistance à l'air. Alors que tous les constructeurs de l'époque utilisaient des structures en bois entoilé, Gustave Eiffel reste un spécialiste de la construction métallique. Il cherche parmi les nouveaux matériaux de l'époque celui qui serait le mieux adapté à ses exigences. Il a besoin d'un matériau rigide mais léger. Il choisit le duralumin,.
D'après les calculs, l'appareil doit pulvériser tous les records de vitesse de l'époque : il pourrait atteindre l'altitude de 4 000 mètres en seulement 10 minutes, et y voler à 260 km/h. Il pourrait monter encore plus haut, jusqu'à 8 000 mètres.
Gustave Eiffel écrit au ministre de la Guerre de l'époque, Paul Painlevé, pour lui présenter son projet et lui demander de désigner un constructeur aéronautique qui réalisera le prototype. Le ministre de la Guerre est convaincu et désigne Breguet.

### L'essai en vol
Le prototype est livré et testé en mars 1918 sur le terrain d'aviation de Villacoublay au sud-ouest de Paris. Le pilote d'essai est le sous-lieutenant Jean Sauclière.
Le premier essai ne se déroule pas comme prévu : il ne devait concerner que le roulage au sol, mais la puissance du moteur et la portance de la voilure font que l'avion décolle involontairement. Il retombe de 25 mètres d'altitude et le train d'atterrissage se brise, mais le pilote est indemne. 
L'appareil est réparé et un deuxième essai a lieu le 27 mars 1918 à midi. Cette fois, le pilote se sent assez assuré pour décoller. Il atteint 250 kilomètres à l'heure en ligne droite à 25 mètres d'altitude. C'est une vitesse considérable, que seuls les avions dotés de moteurs très puissants peuvent atteindre à l'époque. L'essai se termine tragiquement. À l'atterrissage, le moteur garde un régime trop élevé et la descente est trop rapide. Le train d'atterrissage se brise à nouveau, l'aile touche le sol et l'avion rebondit et prend feu. Le pilote est tué.
Cet accident mortel met définitivement fin au projet. Une polémique se créé sur les responsabilités. On reconnaît l'inexpérience du pilote pour un appareil aussi rapide, mais Gustave Eiffel est accusé d'erreurs de conception. La Commission d'examen des avions nouveaux classe à la fin de la guerre le LE dans la catégorie des « avions abandonnés ».
En dépit de cet accident, l'estime que portent à Eiffel les autorités est intacte : le 20 avril 1920, quelques éminents militaires hauts gradés adressent une lettre au Sous-secrétaire d'État de l'Aéronautique militaire, demandant qu'une récompense lui soit décernée pour services rendus à la Nation. Le Sous-secrétaire adresse par écrit ses remerciements à Eiffel par une lettre du 3 décembre 1920, juste avant le transfert du laboratoire d'Auteuil au Service technique de l'aéronautique qui prend effet le 1er janvier 1921.